# Ross Gload
Ross Peter Gload (né le 5 avril 1976 à Brooklyn, New York, États-Unis) est un ancien joueur professionnel de baseball.
Il évolue dans la Ligue majeure de baseball comme joueur de premier but et de champ extérieur en 2000, 2002, puis de 2004 à 2011.

## Carrière
Il rejoint les Phillies de Philadelphie le 15 décembre 2009.